# Бротон, Люк Деннис
Люк Деннис Бротон (англ. Luke Dennis Broughton, 20 апреля 1828, Лидс, Англия — 1898, Нью-Йорк, США) — ведущий американский астролог конца XIX века, писатель.

## Биография
Люк Бротон родился в английском Лидсе в семье, в которой астрологией увлекались и его дед, и отец. Дед изучал медицинский астрологический текст «Полный травник» (1653) Николаса Калпепера. А отец Бротона, вдохновлённый дедом, передал интерес к астрологии своим сыновьям, в том числе Люку, который начал астрологические занятия ещё в подростковом возрасте. Отец умер, когда Бротону было 18 лет. Вот, как он описывал это событие в предисловии к своей книге «Элементы астрологии», изданной в 1898 году:
«В восемнадцатилетнем возрасте я, к несчастью, потерял отца, и я никогда не забуду, как служитель Епископальной церкви, которую мы посещали, провёл целый день в нашем доме, где лежало мёртвое тело отца. Священник спорил с моим старшим братом, пытаясь убедить его отказаться от веры в астрологию и её практики. Нет никаких сомнений в том, что священник в своём воображении рисовал, как душа моего отца мучается всеми страданиями, уготованными для проклятых, и считал своим долгом спасти моего брата от таких мучений, если это возможно»
В начале 1840-х Бротон переехал в США, где получил медицинское образование в филадельфийском колледже. С 1860 по 1869 год он выпускал астрологическое издание «Broughton’s Monthly Planet Reader and Astrological Journal» (англ. Ежемесячный планетарный альманах и астрологический журнал Бротона). Издавая его, Люк пошёл по стопам своего старшего брата Марка, который ранее публиковал «Broughton’s Monthly Horoscope» (англ. Бротонский ежемесячный гороскоп). Первый номер журнала Люка Бротона вышел 1 апреля 1860 года. В нём автор и издатель обратился к читателям, описав тематику своего издания следующим образом:
«Эта работа задумана как сборник материалов по астрологии, астрономии, френологии, астрофренологии, физиогномике, зодиакальной физиогномике, человеческой и сравнительной анатомии, гигиене, ботанике, медицинской ботанике, химии, геологии, метеорологии, астрометеорологии и другим направлениям физических наук и полезным направлениям математики»
В 1863 году Бротон вынужден был переехать в Нью-Йорк, потому что в Филадельфии был принят закон о запрете практики астрологии. После завершения гражданской войны он в дополнение к своей медицинской практике начал преподавать астрологию, арендуя лекционные залы, и распространять соответствующую литературу (в основном британских авторов), заложив таким образом основу «для создания главного астрологического центра» в США.
Деятельность Бротона способствовала росту популярности астрологии в США. Но вместе с этим увеличивалось и количество споров и критики, из-за чего Бротону часто приходилось защищать астрологию и астрологов и в том числе «выступать в суде свидетелем от лица астрологии». Помимо защиты астрологии от критики Бротон активно выступал и против некомпетентных, с его точки зрения, астрологов, например, против Элеанор Кирк и Чарльза Робэка.
Умер в 1898 году, оставив свою астрологическую практику дочери.